# بشتة كبود (مقاطعة تشرداول)
بشتة كبود (بالفارسية: پشته کبود) هي قرية تقع في قسم هليلان الريفي (مقاطعة تشرداول) في إيران.